# エナガス
エナガス（西: Enagás, S.A.、Empresa Nacional del Gas）は、スペイン・マドリードに本拠を置き、天然ガスの輸送や貯蔵を行う株式会社。マドリード証券取引所上場企業（BMAD: ENG）。

## 沿革
エナガスは1972年に国営企業として設立され、スペイン国内での天然ガスの利用を導入し拡大するため、全国的なガスパイプラインネットワークの構築に従事した。 1994年の民営化後、ガス・ナトゥラルがエナガスの経営権を取得したが、1999年のスペインでの炭化水素法の施行に伴い、エナガスは配給パイプラインをガス・ナトゥラルに譲渡する代わりに輸送パイプラインを同社から取得し、バスク地方を除くスペイン本土の輸送パイプラインを一元管理する企業となった。2002年の株式公開以来、ガス・ナトゥラルは徐々に出資比率を減らし、2009年に全株式が売却された。国有持株会社のSociedad Estatal de Participaciones Industriales (SEPI)とPartler Participaciones S.L.Uが、エナガス株の5%をそれぞれ保有している。
スペイン本土各地およびバレアレス諸島を繋ぐ11,000km以上の天然ガスパイプラインを保有し、またバルセロナ、カルタヘナ、ウエルバなど4か所に天然ガスプラントを保有、また2か所の天然ガスプラントに出資している。2010年代に海外市場での出資に取り組み、メキシコのプラントの株式保有およびパイプライン開発への関与するほか、チリやペルーの現地企業に出資、2014年9月以来、アドリア海横断パイプラインプロジェクト（Trans Adriatic Pipeline、イタリア、アルバニア、ギリシャ間の天然ガスパイプラインプロジェクト）に参加している。